# Facit
A Facit (Facit AB, fundada em 1922 como AB Åtvidabergs Industrier) foi uma empresa multinacional fabricante de produtos de escritório, com sede localizada em Åtvidaberg, Suécia. A Facit AB, uma fabricante de calculadoras mecânicas, foi incorporada ao grupo empresarial neste mesmo ano.

## História

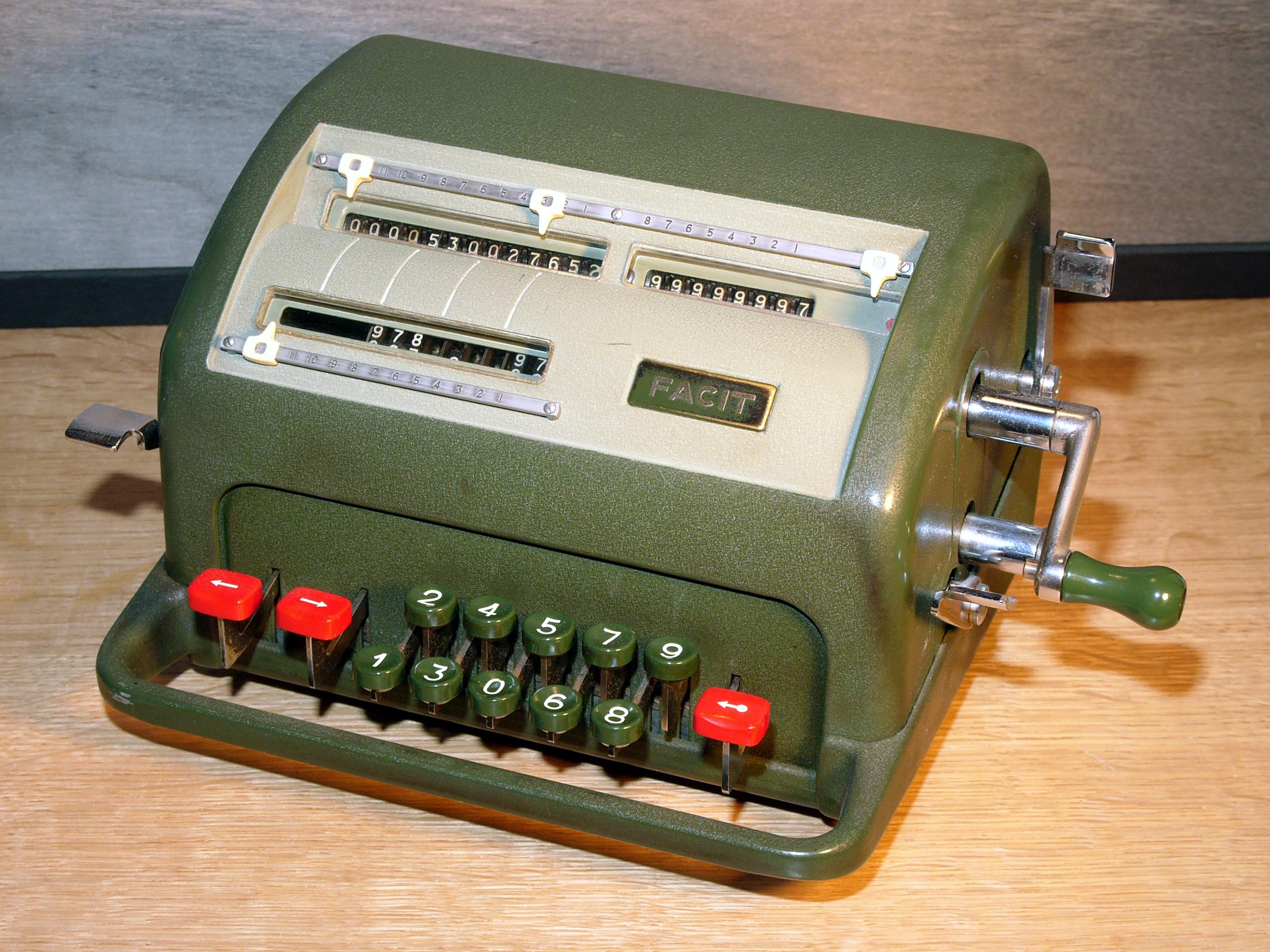
Máquina calculadora, 1954

No início da década de 1960, a subsidiária Facit tornou-se o carro-chefe da corporação, a qual em 1965 mudou seu nome para Facit AB. Nesta época, a empresa possuía um total de 8.000 empregados e filiais em mais de 100 países.
Em 1970, a empresa atingiu o ápice do seu crescimento, com mais de 14.000 empregados em todo mundo. Em 1971, foram lançadas calculadoras modernas fabricadas no Japão, tornando instantaneamente obsoletas as calculadoras mecânicas fabricadas pela Facit. Isto praticamente tirou a Facit do mercado do dia para a noite.
A Facit foi vendida para a Electrolux em 1973 e em 1983, passou para o controle da Ericsson, onde foi iniciada uma tentativa de fabricar microcomputadores. Ao longo de 4 anos, o computador doméstico da Facit (o Facit DTC) tornou-se popular na Suécia. A máquina oferecia algumas soluções inovadoras, e tinha um BASIC aperfeiçoado. Todavia, como o empreendimento não revelou-se particularmente lucrativo, foi encerrado em 1988. A empresa foi subsequentemente dividida entre proprietários estrangeiros, e finalmente fechou as portas em 1998.

## Brasil
No Brasil a Facit também pertenceu à Sharp até meados da década de 1990, sendo que além de permanecer com os produtos de escritório também foi o segmento de eletrônicos de consumo populares, chegando a lançar no mercado um modelo de videocassete (modelo VX-F40), porém não ficando muito tempo no mercado.
Embora a matriz tenha fechado definitivamente as portas em fins do século XX, algumas subsidiárias ainda persistem no ramo, como a Facit do Brasil, com sede em Juiz de Fora, Minas Gerais.

## Galeria de imagens

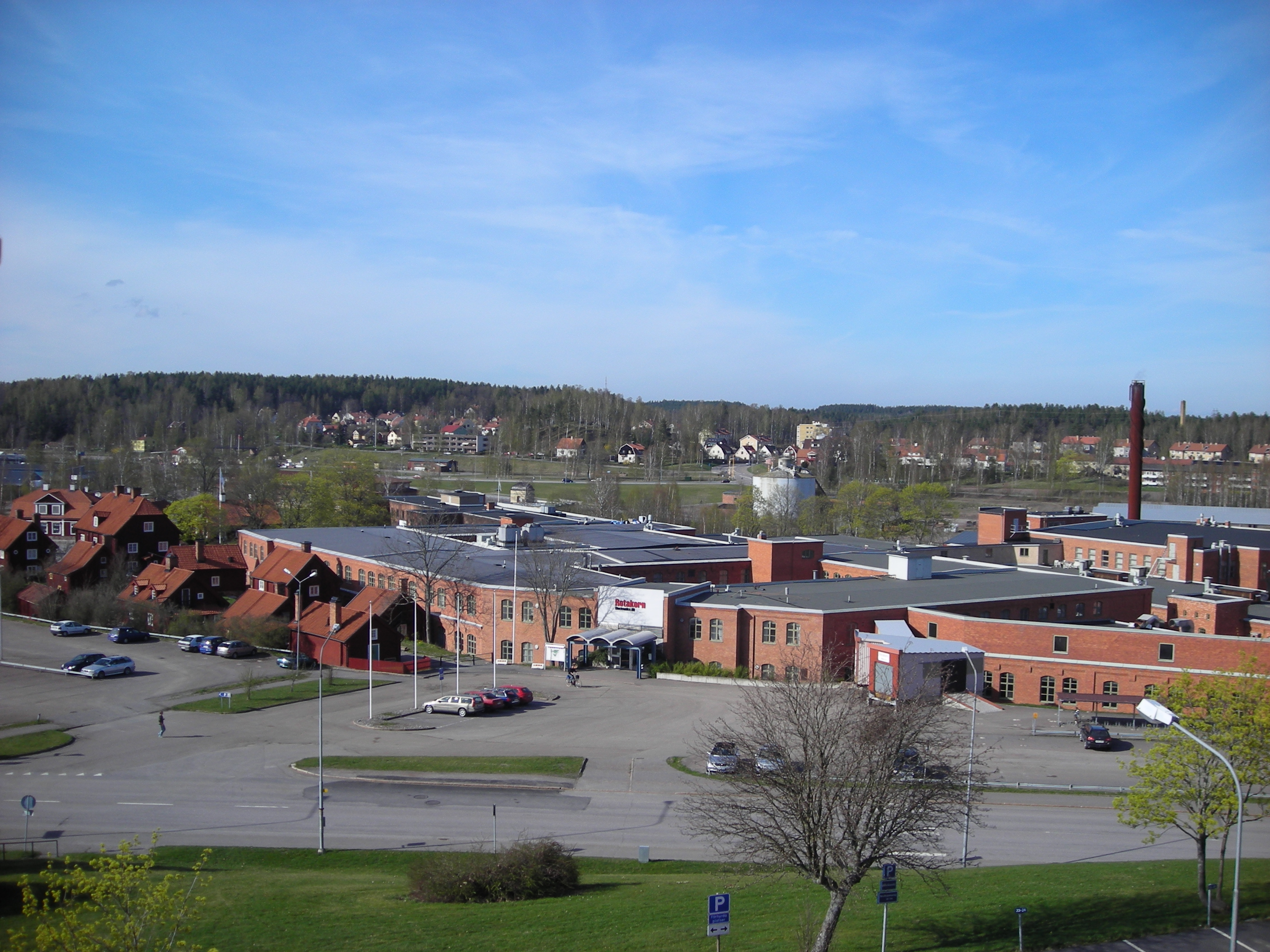
Antigas instalações da Facit em Åtvidaberg
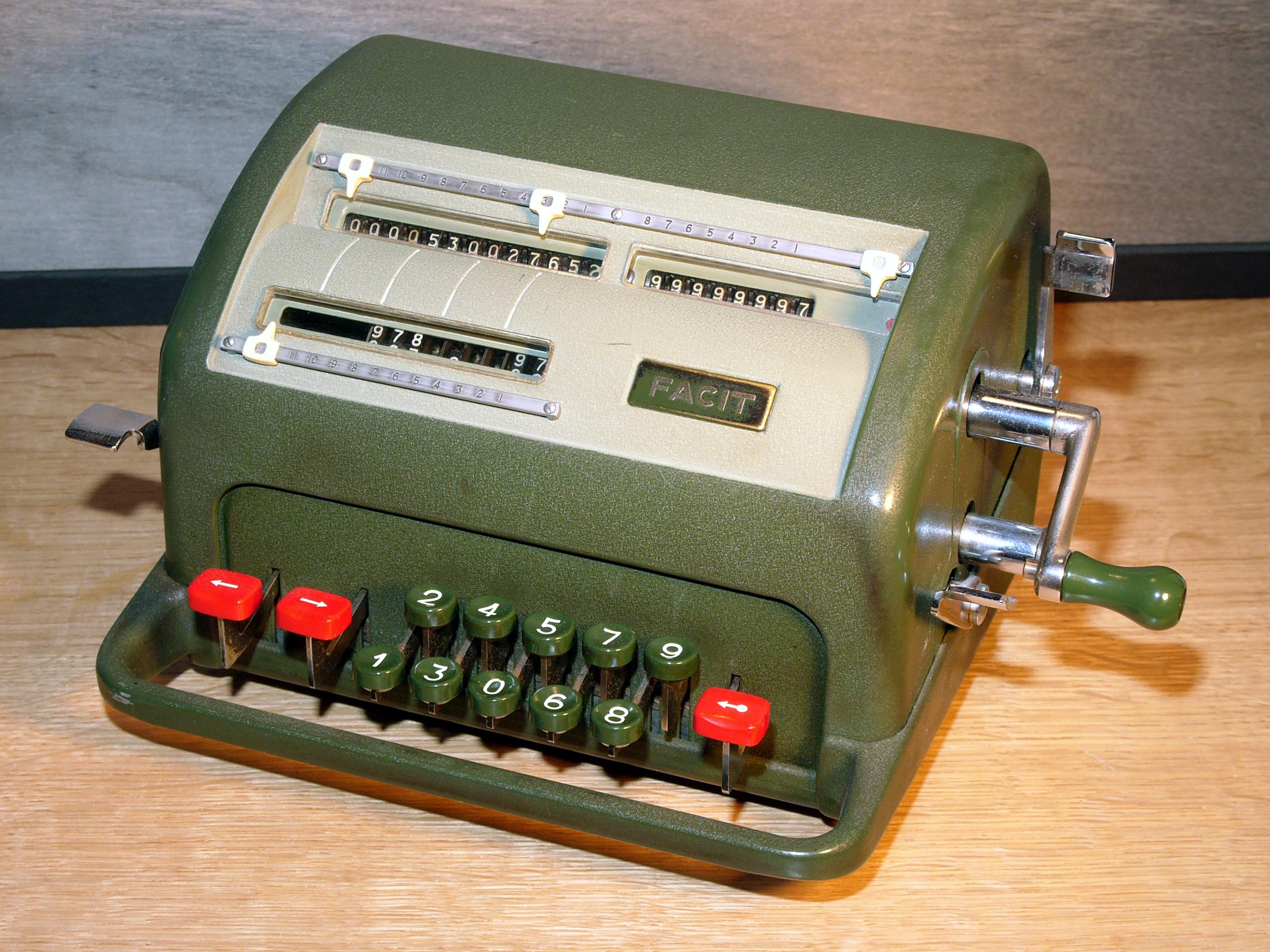
Máquina de calcular Facit, 1954